# رونالد لام
رونالد لام (بالصينية: 林昭霆) هو متزلج فني صيني، ولد في 13 فبراير 1991 في هونغ كونغ البريطانية في المملكة المتحدة.

## وصلات خارجية
- رونالد لام على موقع الاتحاد الدولي للتزلج (الإنجليزية)